# The Ambulance
The Ambulance is een thriller uit 1990 onder regie van Larry Cohen, die het verhaal zelf schreef. De film werd genomineerd voor een Saturn Award voor de beste video-uitgave in het genre.

## Verhaal
Josh Baker (Eric Roberts) zag Cheryl (Janine Turner) al heel wat keren over straat lopen en besluit dat het moment is gekomen om haar aan te spreken. Hoewel ze hem meteen afwijst, geeft hij het niet zo snel op. Cheryl blijkt zich alleen niet zo best te voelen en haar toestand verslechtert met de seconde, totdat ze op straat in elkaar zakt. Baker blijft haar steunen tot een ambulance haar oppikt en belooft haar op te komen zoeken in het ziekenhuis.
Wat Baker niet weet, is dat Cheryl in de gaten werd gehouden door mannen die haar kort daarvoor ongemerkt drogeerden. Op het moment dat ze inzakte, stuurden zij een eigen ambulance om haar op te halen en te vervoeren naar een privékliniek. Daar verzamelt een discutabele arts (Eric Braeden) onvrijwillige patiënten om medische experimenten op uit te voeren.
Wanneer Baker Cheryl wil opzoeken, kan hij haar in geen enkel ziekenhuis vinden. Ervan overtuigd dat er iets niet klopt, alarmeert hij rechercheur Spencer (James Earl Jones), die hem aanziet voor een gek met waanideeën. De mannen die achter het medische project en de ambulance zitten, willen Baker niettemin doen zwijgen voor hij hun operatie voor het voetlicht brengt. Ze zetten de jacht op hem in, waarop hij zijn leven niet meer zeker is. Hij krijgt hulp van journalist op leeftijd Elias Zacharai (Red Buttons), die er wel een mooi verhaal in ziet. Baker ontmoette Zacharai in het (echte) ziekenhuis, nadat hij per ongeluk gedrogeerde koffie dronk en vervolgens werd opgenomen. Hoewel ook de journalist hem in eerste instantie voor fantast versleet, was hij er kort daarop getuige van hoe het personeel van de valse ambulance Baker uit het ziekenhuis probeerde te ontvoeren. Het valt ze al snel op dat er de laatste tijd meerdere mensen spoorloos verdwenen zijn die allemaal aan suikerziekte lijden.

## Rolverdeling
| Acteur          | Personage                        |
| --------------- | -------------------------------- |
| Megan Gallagher | Politie-inspecteur Sandra Malloy |
| Richard Bright  | McClosky                         |
| James Dixon     | Rechercheur Ryan                 |
| Jill Gatsby     | Jerilyn                          |
| Laurene Landon  | Patty                            |
| Matt Norklun    | Ambulance-broeder                |
| Rudy Jones      | Ambulance-broeder                |